# 本泉村
本泉村（もといずみむら）は、埼玉県児玉郡に存在した村。現在の本庄市南部に位置する。

## 地理
- 河川 : 小山川
- 山 : 不動山

## 歴史

### 沿革
- 1889年（明治22年）4月1日 - 町村制施行により、河内村、太駄村、元田村、稲沢村が合併して発足[1]。それぞれ本泉村の大字となる。
- 1955年（昭和30年）3月20日 - 町村合併促進法により、児玉町、金屋村、秋平村と合併し、改めて児玉町が発足[2]。同日本泉村廃止。
- 2006年（平成18年）1月10日 - 児玉町が本庄市と合併し、改めて本庄市が発足。

## 経済

### 産業
農業
『大日本篤農家名鑑』によれば、本泉村の篤農家は「中里茂三郎、萩原廣吉、笠原源吉、笠原庄三郎、石森永次郎、茂木音五郎、木村新七、茂木福松、木村島三郎、茂木貞治、木村元三郎、茂木定六、設楽鍋松、坂本喜平、設楽松五郎、設楽茂三郎、茂木徳次郎、星野亀蔵、木村幾太郎、木村粂三郎、木村彌三郎、木村萬、木村佐治平、木村喜代平」などがいた。
『大日本蚕業家名鑑 正』によれば、本泉村の養蚕家は「茂木福松、茂木周蔵、茂木虎蔵、萩原廣吉、茂木辨次郎、設楽鍋松、設楽梅五郎、中重茂吉、茂木才次郎、茂木定吉、茂木清平、茂木傳五郎、中里富士太郎、櫻井角太郎、萩原常松、木村新七、木村孫平、石森鐡五郎、今井源五郎、木村彌惣次、須永重五郎、木村峯太郎、櫻井只七、木村喜代平、笠原源吾、木村徳兵衛、木村粂三郎、坂本兵右衛門、笠原長太郎、木村杢平、今井磯五郎、今井善三」などがいた。

## 現在の町名
児玉町河内、児玉町太駄、児玉町元田、児玉町稲沢

## 著名な出身者
- 佐藤虎次郎